# Liebfrauenkirche (Langenhagen)

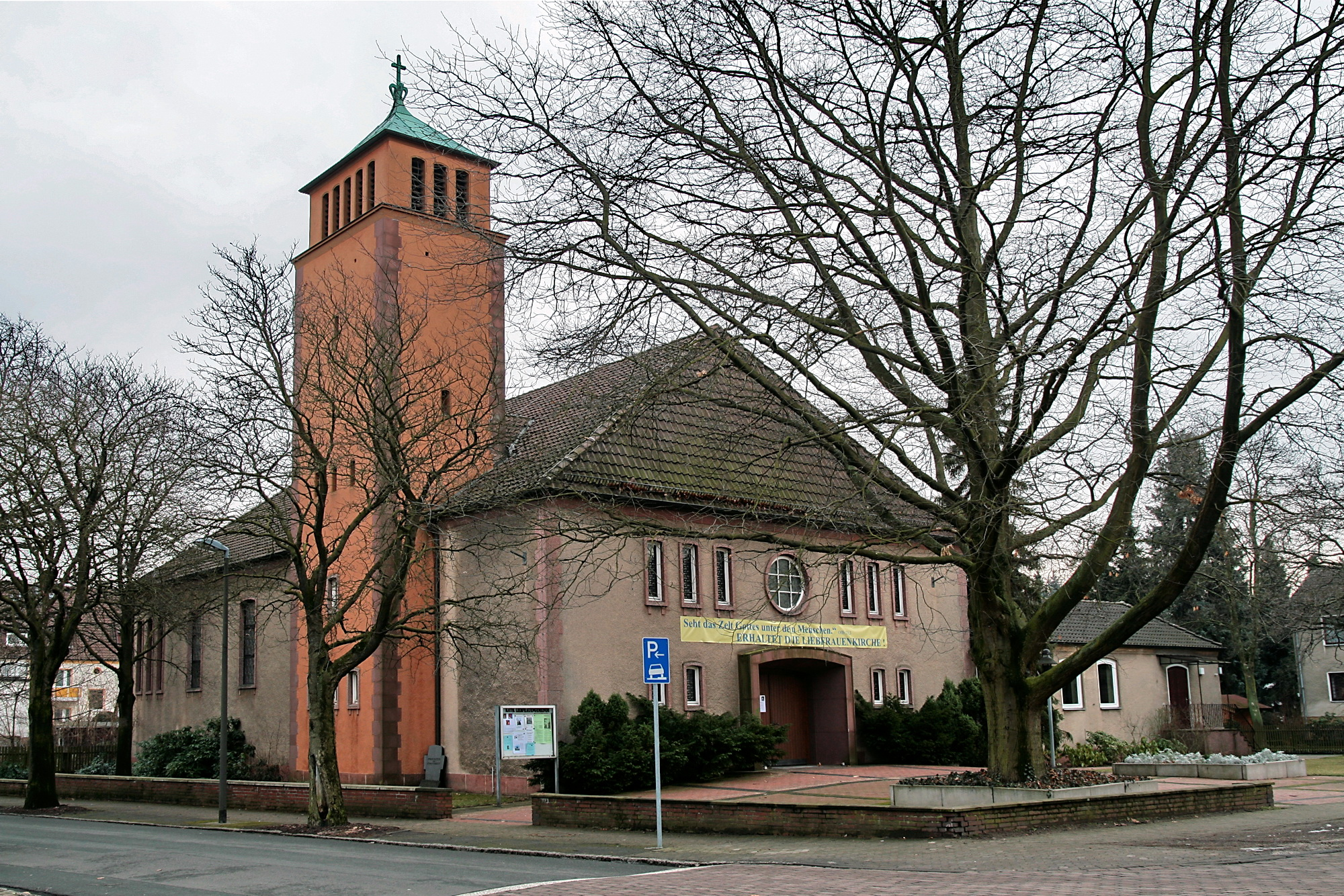
Liebfrauenkirche Langenhagen

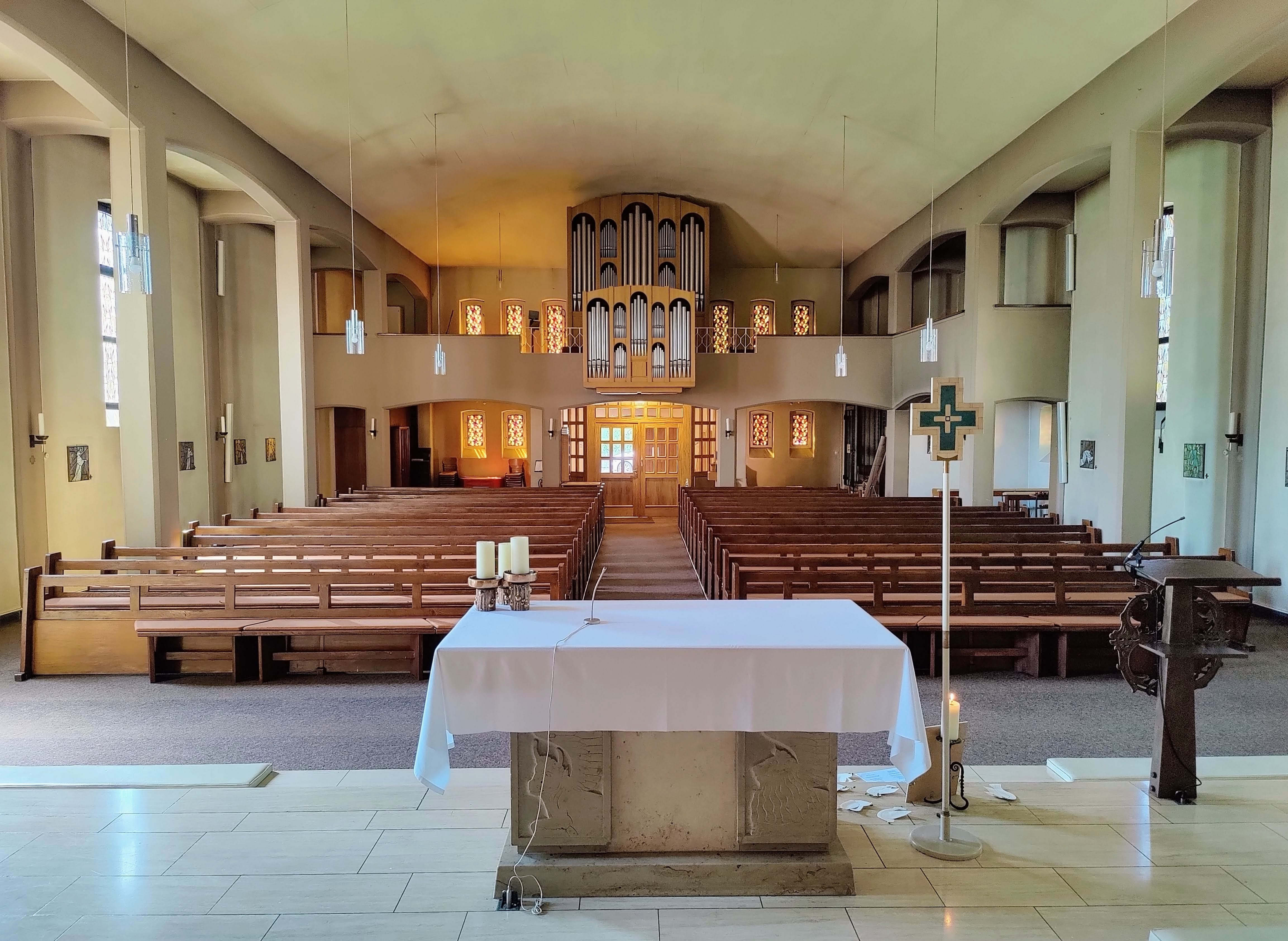
Innenraum, Blick zur Orgel

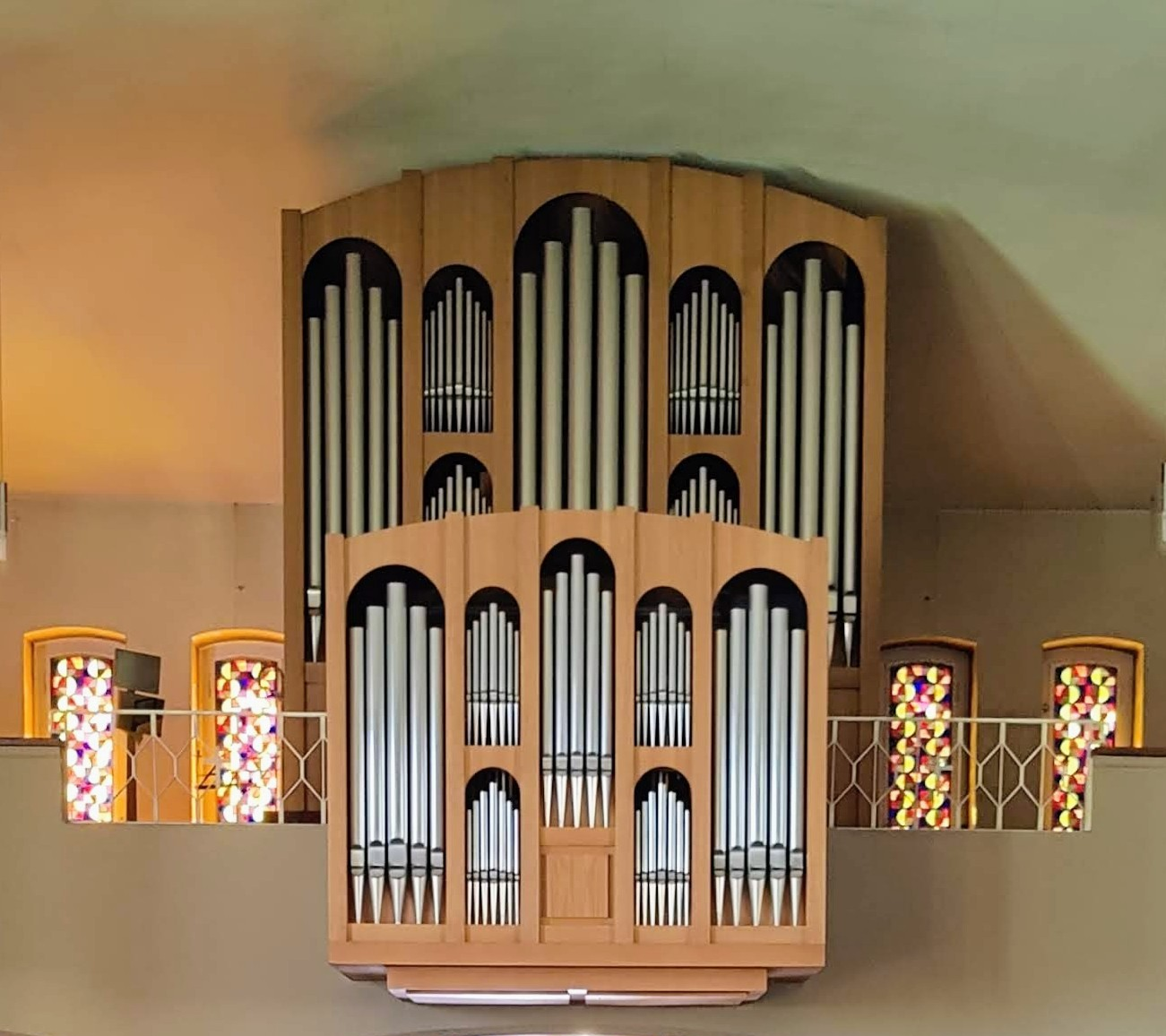
Orgel

Die Liebfrauenkirche ist die ältere der beiden römisch-katholischen Kirchen in der Stadt Langenhagen, Region Hannover. Sie befindet sich in der Karl-Kellner-Straße 69, die gleichnamige Pfarrgemeinde gehört zum Dekanat Hannover im Bistum Hildesheim. Gut zwanzig Jahre später entstand die Zwölf-Apostel-Kirche, die seit dem 1. November 2006 wieder Filialkirche von Liebfrauen ist.
Im alten Bauerndorf Langenhagen hatte es seit der Reformation keine Katholiken gegeben. Auch die Industrialisierung des 19. Jahrhunderts änderte daran nicht viel. Erst nach dem Ersten Weltkrieg wanderten Katholiken in größerer Zahl aus anderen Teilen Deutschlands zu und fanden hier Arbeit. Zunächst gehörten sie zur Pfarrei St. Joseph in Hannover. Ein Kirchbauprojekt von 1938 wurde durch den Zweiten Weltkrieg verhindert. Gottesdienste und Versammlungen fanden weiter in provisorischen Räumlichkeiten statt. Der Bombenkrieg traf Langenhagen schwer. Nach Kriegsende wuchs die katholische Ortsgemeinde durch Vertriebene sprunghaft an. 1946 wurde in Langenhagen eine Pfarrvikarie errichtet. 1950 konnte die lang ersehnte Kirche nach Plänen von Fritz Filipschack, Peine, gebaut und am 16. Dezember 1951 bei der Kirchweihe durch Bischof Joseph Godehard Machens unter das Patrozinium Mariä Himmelfahrt gestellt werden.
Die Kirche ist eine breite Halle mit Walmdach und sparsamem Bauschmuck an Fenstern und Kanten. Auf der Portalseite ist seitlich der Turm eingefügt. Besonders dieser zeigt historisierende, an italienische Vorbilder erinnernde Formen.
Am 1. März 1954 wurde aus der Pfarrvikarie eine selbstständige Kirchengemeinde (Kuratiegemeinde), die am 1. Juli 1969 zur Pfarrei erhoben wurde. Da die Pfarrei inzwischen zu groß geworden war, wurde 1970 im südlichen Teil von Langenhagen eine Pfarrvikarie abgezweigt, in der ab 1972 die Zwölf-Apostel-Kirche erbaut wurde.
Der nachkonziliare Umbau des Inneren war 1971 abgeschlossen. 1985 erhielt die Kirche mit Zustimmung von Bischof Josef Homeyer ihren heutigen Namen Liebfrauenkirche. Eine erneute Umgestaltung erfolgte 1990 unter der künstlerischen Leitung von Hanns Joachim Klug und Dagmar Gallinger. 1997 wurde von Gebrüder Stockmann Orgelbau eine neue Orgel mit 21 Registern erbaut. 1999 wurde aus den beiden Kirchengemeinden „Liebfrauen“ und „Zwölf Apostel“ eine Seelsorgeeinheit gebildet. Am 1. Mai 2007 wechselte die Dekanatszugehörigkeit der Kirche vom Dekanat Hannover-Nord zum damals neu gegründeten Dekanat Hannover.